# Стив Ривс
Стивен Лестер Ривс (енгл. Stephen Lester Reeves; 21. јануар 1926 — 1. мај 2000.) је био амерички бодибилдер и глумац. На врхунцу своје каријере био је најплаћенији глумац у Европи.

## Детињство
Рођен у Глазгоуу, Монтана, када је имао 10 година, Стив Ривс се преселио у Калифорнију са његовом мајком Голди Ривс (енгл. Goldie Reeves), након што је његов отац Лестер Дел Ривс (енгл. Lester Dell Reeves) погинуо приликом несреће на фарми. Ривс је развио интересовање за бодибилдинг у средњој школи Каслмонт (енгл. Castlemont High School) и тренирао у теретани Еда Јарика у Оукланду. После дипломирања у средњој школи, пријавио се да служи војсци на Филипинима током Другог светског рата.

## Глума
После војног рока и победе 1947. године на ААУ Мистер Америка (енгл. AAU Mr. America), Ривс је постао заинтересован за глуму. Учио је глуму од Стеле Адлер, али после расправе његова школарина је враћена. Изабран је од стране Сесила Б. Демила за главну улогу у његовом филму Самсон и Далила, где је добио продужени тренинг. Да би на камери деловао убедљиво, речено му је да мора да изгуби 6,80 килограма јер камера додаје тежину, али је одбио понуду за филм јер није могао да се такмичи у бодибилдингу са смањеном тежином.
Године 1949. је снимио пилот емисију Тарзановог типа, звану (енгл. Kimbar of the Jungle), а 1950. постаје Мистер Универзума (енгл. Mr Universe). 1954. је имао малу улогу у његовом првом већем глумачком остварењу, музичка Атина (енгл. Athena), играјући дечка Џејн Пауел (енгл. Jane Powell). Исте године Ривс је имао малу улогу полицајца у филму Еда Вуда Џејл Бејт (енгл. Jail Bait). Ова два филма су једина која је Ривс снимао, користећи свој глас до краја своје каријере, Ривс је глумио у Италијанско-прављеним филмовима, где су сви дијалози и звучни ефекти додати у пост-продукцији.
Дана 17. децембра 1954. године, Ривс је гостовао у АБЦ ситкому (енгл. American Broadcasting Company (ABC) sitcom) са темом разноврсног шоуа, Шоу Реја Болџера (енгл. Ray Bolger). Реј Болџер је глумио Рејмонда Валаса(енгл. Raymond Wallace), певајућег и плесајућег човека, појављујући се једва на време за његова извођења. Ривс је глумио добро грађеног канцеларијског радника, којег Валас виђа у друштву Валасове девојке, Сузан (енгл. Susan), коју глуми Марџи Милар (енгл. Marjie Millar). Други у низу су били Ричард Ердмен (енгл. Richard Erdman), Алин Џослин (енгл. Allyn Joslyn), Бети Лин (енгл. Betty Lynn), Силвија Луис (енгл. Sylvia Lewis), Глорија Винтерс (енгл. Gloria Winters) и Верна Фелтон (енгл. Verna Felton).
Године 1957. Ривс је отишао у Италију и играо водећи карактер у Пиетро Францизијевом (итал. Pietro Francisci) Херкулесу (енгл. Hercules), релативно нискобуџетном епском филму, базираном лабаво на причама о Џејсону (енгл. Jason) и Аргонаутима (енгл. Argonauts), мада стављајући Херкулеса на место главне улоге. Филм је био велики хит у биоскопима, зарадивши 5 милиона долара у САД. Његов комерцијални успех довео је до наставка Херкулес Анчеинд (енгл. Hercules Unchained).
Од 1959. године кроз 1964. Ривс се појављивао у низу филмова са мачевима и пуцао на релативно нискобуџетне филмове и иако је најпознатији по свом портрету Херкулеса, играо је лик само два пута: у филму из 1957. (објављен у САД 1959. године) и њен наставак 1959. Херкулес Анчеинд (енгл. Hercules Unchained) (објављен у САД 1960. године). До 1960. године Ривс је био рангиран као број 1, извлачењем из кутије у 25 земаља, у целом свету. Глумио је бројне ликове на платну, укључујући Едвард Булвер Литонов Глауцус Помпеје (енгл. Edward Bulwer-Lytton); Голијата (енгл. Goliath) (заправо се зове Емилиано у италијанској верзији); Татарског хероја Хаџи Мурата; Ромула легендарног оснивача Рима (Гордон Скот (енгл. Gordon Skott) је глумио његовог брата близанца Рема); Феидипидеса (енгл. Pheidippides), познатог ратног изасланика у Маратонској бици; пирата и самопроглашеног гувернера Јамајке, капетана Хенрија Моргана (енгл. Henry Morgan); Рандуса, сина Спартакуса; и Карима познатог лопова Багдада. Два пута је глумио Инијаса Тројанског (енгл. Aeneas of Troy) и два пута је глумио Сандокана, Малазијског хероја Емилија Салгарија (итал. Emilio Salgari).
Ривс је одбио улогу Џејмса Бонда (енгл. James Bond) у филму Доктор Но (1962) због мале плате коју су продуценти понудили. Ривс је такође одбио улогу која је касније припала Клинту Иствуду (енгл. Clint Eastwood) у филму Шака пуна долара (1964) (енгл. A Fistful of Dollars), зато што није веровао да Италијани могу да направе вестерн.
Током снимања филма Последњи дани Помпеје (енгл. The Last Days of Pompeii) Стив Ривс је дислоцирао своје раме када је његова кочија ударила у дрво. Пливајући у следећој подводној сцени бекства, обновио је повреду рамена. Повреда је била отежана у сваком његовом каскадерском послу у сваком наредном филму, коначно доводећи до његовог повлачења са снимања филмова.
Године 1968. Ривс се појавио у његовом последњем филму Шпагети вестерн (енгл. spaghetti Western) који је co-wrote под насловом Ја живим за твоју смрт! (енгл. I live for your death), (касније објављен као Дуга вожња из пакла). Његово последње појављивање на сцени је било 2000. године, када се појавио глумећи себе у телевизијски прављеној А & Е Биографијом: Арнолд Шварценегер-Флекс Апил (енгл. Flex Appeal).
Џорџ Пал (енгл. George Pal) је контактирао Ривса за лик Дока Саважа (енгл. Doc Savage) у Док Саваж: Човек од бронзе (енгл. Doc Savage: The man of Bronze) од којих је први требало да буде део филмског серијала, али када је снимање требало да почне, штрајк Холивудских писаца је ставио филм на чекање, па су Ривс и оригинални директор замењени.

## Стив Ривс Интернешнел Инкорпорејт (енгл.)
Године 1994., Ривс и његов бизнис партнер Џорџ Хелмер (енгл. George Helmer) основали су Стив Ривс међународно друштво; 1996. инкорпорисано је да постане Steve Reeves International Inc.
Ривс је написао књигу Снага ходања (енгл. Powerwalking) и две само-објављене књиге Изградња класичне телесне грађе-природним путем (енгл. Building the Classic Physique - The Natural Way) и Динамична изградња мишића.
Фриленс (енгл. Freelance) писац Род Лаб (енгл. Rod Labbe) је интервјуисао Ривса и чланак се појавио у магазину Филмови златног доба (енгл. Films of the Golden Age magazine), лета, 2011. године. То је био последњи дужи интервју који је Ривс дао.

## Касније године
Касније у свом животу, Ривс је узгајао коње и промовисао чист бодибилдинг без стрероида. Последње две деценије његовог живота су проведене у Долинском центру, у Калифорнији, близу Ескондида (енгл. Valley Center, California). Купио је ранч новцем зарађеним његовом филмском каријером и живео тамо са својом другом женом Ејлин (енгл. Aline) до њене смрти 1989. Првог маја, 2000. године Ривс је умро због крвног угрушка, након операције обављене два дана раније. Умро је у Паломар болници (енгл. Palomar Hospital) где је и његова друга жена такоће умрла.

## Филмови по хронолошком редоследу
Филмови су поређани по редоследу продукције, по њиховом пустању по америчким биоскопима; превод оригинала италијанских наслова су у заградама после година издања...
- Атина (енгл. Athena) (1954) Холивудски филм, режиран од стране Ричарда Торпа (енгл. Richard Thorpe)
- Мамац за затвор (енгл. Jail Bait) (1954) Холивудски филм, режиран од стране Еда Вуда (енгл. Ed Wood)
- Херкулес (енгл. Hercules) (1957) (Le fatiche di Ercole) (енгл. The Labors of Hercules), објављен у Италији 1958, а у Америци 1959. године.
- (1959) Херкулес и краљица Лидија (Ercole e la regina di Lidia) (енгл. Hercules and the Queen of Lydia), објављен у САД 1960. године.
- Голијат и варвари (енгл. Goliath and the Barbarians) (1959) Терор варвара (Il terrore dei barbari) (енгл. Terror of the Barbarians)
- Џин Маратона (енгл. The Giant of Marathon) (1959) Маратонска битка (La battaglia di Maratona) (енгл. The Battle of Marathon)
- Последњи дани Помпеје (енгл. The Last Days of Pompeii) (1959) (Gli ultimi giorni di Pompei)
- Бели ратник (енгл. The White Warrior) (1959) Хаџи Мурат, бели ђаво (Hadji Murad il Diavolo Bianco) (енгл. Hadji Murad, The White Devil), режиран од стране Рикарда Фреде (итал. Riccardo Freda)
- Пират Морган (енгл. Morgan, the Pirate) (1960) (Morgan, il pirata)
- Лопов Багдада (енгл. The Thief of Baghdad) (1960) (Il Ladro di Bagdad)
- Тројански коњ (енгл. The Trojan Horse) (1961) Тројански рат (енгл. The Trojan War)
- Двобој Титана (енгл. Duel of the Titans) (1961) Ромул и Рем (Romolo e Remo) (енгл. Romulus and Remus)
- Роб (1962) Син Спартакуса (Il Figlio di Spartaco)
- Осветник (енгл. The Avenger) (1962) Легенда о Инијасу (La leggenda di Enea) (енгл. The Legend Of Aeneas), ово је био наставак Тројанског коња (Последња слава Троје или рат Тројанаца)(енгл. The Last Glory of Troy or War of the Trojans)
- Сандокан Велики (енгл. Sandokan the Great) (1963) Сандокан, тигар Момпресима (енгл. Sandokan, the Tiger of Mompracem), режирано од стране Умберта Лензија (итал. Umberto Lenzi)
- Пирати Малезије (енгл. Pirates of Malaysia) (1963) Сандокан, пират Малезије или Пирати седам мора (енгл. a.k.a. Sandokan, the Pirate of Malaysia, a.k.a. Pirates of the Seven Seas), ово је био наставак Сандокана Великог, режираног од стране Умберта Лензија
- Дуга вожња из пакла (енгл. A Long Ride from Hell) (1967) Ја живим за твоју смрт! (енгл. I Live for Your Death), шпагети вестерн, режиран од стране Камила Бацонија (итал. Camillo Bazzoni), произведено и ко-написано (co-written) од стране Стива Ривса.